# أبوسوم فأر مشعر
أبوسوم فأر مشعر (الاسم العلمي:Marmosa demerarae)، هو نوع من الأبوسوم يتواجد في وسط كولومبيا وفنزويلا وغيانا الفرنسية وغيانا وسورينام، شرق بيرو، شمال بوليفيا وشمال البرازيل.